# Orestes botot
Orestes botot ist ein Vertreter der zu den Gespenstschrecken zählenden Gattung Orestes.

## Merkmale
Die Art ist durch diverse lange Stacheln auf dem Kopf der Männchen und deutliche Stacheln über den Hinterbeinen an den Pleuren des Metathorax charakterisiert, die bei den Männchen lang und spitz und bei den Weibchen breit und spitz sind. Innerhalb der Gattung haben lediglich die Männchen von Orestes diabolicus noch mehr und längere Stacheln. Männchen von Orestes botot erreichen eine Länge von 44 bis 45 mm lang und sind dunkelbraun gefärbt. Die Längsränder des Meso- und Metanotums sind gelblich. Auf dem Pronotum befinden sich zwei bis vier Tuberkel. Das Mesonotum trägt ein Paar kurze, aber deutlich ausgebildete Stacheln am hinteren Rand, welche der Acanthotaxie von Philip E. Bragg 1998 bzw. 2001 folgend die posterioren Mesonotalia sind. Die Pleuren des Metathorax sind über den Coxen erweitert. Die längsten und auffälligsten Stacheln sind die Supracoxalen an den Metapleuren. Sie sind horizontal ausgerichtet und leicht nach hinten gerichtet. Auf dem Kopf sind die Supraantenalen deutlich zu erkennen, konisch, aber stumpf und leicht nach außen gerichtet. Die hinteren Supraoccipitalen sind klein, stumpf und nach oben gerichtet. Der Scheitel ist länglich und erhaben. Die Supraorbitalen sind die auffälligsten Strukturen des Kopfes und wirken wie spitze Hörner. Außer bei Orestes botot sind sie ähnlich prominent nur bei den Männchen von Orestes diabolicus zu finden. Sie sitzen an der Basis des Kamms, sind deutlich verlängert, leicht gebogen und enden spitz. Die vorderen Coronalen sind stachelartig und sitzen an der Spitze des Kamms. Die hinteren und seitlichen Coronalen sind nur als kleine Körnchen vorhanden. Hinter dem Auge erreicht eine deutliche Kante (postoculare Carina) den hinteren Rand des Kamms. Die aus 23 Segmenten bestehenden Fühler sind kürzer als die Beine. Das erste Fühlersegment (Scapus) ist stark abgeflacht mit seitlicher Kante und posterolateralem Stachel.
Die Weibchen werden 49,8 bis 50,4 mm lang. Auf dem Kopf sind die Supraantenalen deutlich vorhanden, seitlich leicht abgeflacht, stumpf und leicht nach außen weisend. An ihrer Basis verschmelzen sie mit den vorderen Supraoccipitalen, die klein, stumpf und nach oben zeigend sind. Die hinteren Supraoccipitalen sind als Paar vorhanden und als kleine Körnchen ausgebildet. Der Scheitel ist verlängert und mit den Supraorbitalen stark angehoben. Die vordere Coronalen sind ebenfalls seitlich stark zusammengedrückt. Ihr Vorderrand erreicht die Spitze der Supraorbitalen. Scheitel, Supraorbitale und vordere Coronale bilden beidseits des Kopfes auffällige, seitlich stark zusammengedrückte Lamellen, die durch die erhöhte Centralcoronale verbunden sind. Die hinteren und seitlichen Coronalen sind nur als Tuberkel vorhanden. Zwischen seitlichen und vorderen Coronalen befindet sich eine Reihe von vier Tuberkeln an den Seiten eines Kamms. Hinter dem Auge erreicht eine deutliche Kante den hinteren Rand dieses Kamms. Die Fühler bestehen aus 25 Segmenten und sind kürzer als die Beine. Pro- und Mesonotum sind leicht trapezförmig und nach hinten erweitert. Am auffälligsten sind die oberhalb der Coxen deutlich verbreiterten Metapleuren. Vorne haben sie einige kleine Stacheln. Dahinter sitzt ein großer, posterolateral gekerbter Supracoxalstachel.

## Vorkommen
Die Art ist bisher nur aus der Lâm Đồng Provinz in Vietnam dokumentiert, wo sie im Nationalpark Bidoup-Nui Ba zusammen mit Orestes diabolicus gefunden wurde.

## Taxonomie und Systematik
Joachim Bresseel und Jérôme Constant fanden in den Nächten vom 21. bis 25. Juli 2014 vier Männchen, ein Weibchen und je eine männliche und eine weibliche Nymphe dieser Art im Nationalpark Bidoup-Nui Ba. In ihrer 2018 veröffentlichten Arbeit über die Gattung Orestes beschrieben sie neben fünf weiteren, neu entdeckten Arten auch diese. Das Artepitheton "botot" ist abgeleitet von „bò tót“, dem vietnamesischen Namen für den Gaur, der ebenfalls in diesem Nationalpark beheimatet ist. Er bezieht sich auf die beiden, von den Supraorbitalen gebildeten Hörner am Kopf der Art. Ein Männchen wurde als Holotypus, zwei weitere Männchen, ein Weibchen und die beiden Nymphen wurden als Paratypen im Museum für Naturwissenschaften in Brüssel hinterlegt. Das vierte Männchen und ein Nachzuchtweibchen sind als Paratypen im Vietnamesischen National Museum for Nature in Hanoi hinterlegt.

## Terraristik
Orestes botot wurde 2014 kurzzeitig im Terrarium gehalten. Der niederländische Phasmidenzüchter Rob Krijns konnte die Art erfolgreich auf- bzw. nachziehen. Allerdings erlosch die Zucht, bevor die Art an andere Liebhaber weitergegeben werden konnte.